# Twentsche Golfclub
De Twentsche Golfclub is een Nederlandse golfclub in de buurtschap Deldenerbroek in de gemeente Hof van Twente, in de provincie Overijssel.

## Geschiedenis
Ook al was de samenwerking tussen de Twentse steden in die tijd niet optimaal, toch was het een initiatief van enkele fabrikanten uit Almelo, Enschede en Hengelo om in Twente de golfsport te gaan beoefenen. Op 13 februari 1926 werd een vergadering belegd bij de heer A.H. van Heek waarbij een Voorloopig Comité werd opgericht om een geschikt terrein te vinden. De eerste baan van de Twentsche Golfclub werd aangelegd in 1926 (en geopend in 1927) tussen Hengelo en Enschede, doordat de heer A.M. Dikkers een 33 hectare groot terrein tegenover zijn villa aan de straatweg Hengelo-Enschede zo goed als gratis in bruikleen afstond voor de komende twintig jaar. Het ontwerp kwam van Mr. G.M. del Court van Krimpen en W.G. Janssen. De baan lag in een coulisselandschap en er stonden grote solitaire bomen op de baan. De golfbaan had slechts negen holes. Een van de eerste leden van de club was Kea Bouman.
Op 17 september 1966 werd gevierd dat de eerste greenkeeper, de heer R. schipper, veertig jaar in dienst was. Door burgemeester Vleer werd hij onderscheiden met de bronzen medaille verbonden aan de Orde van Oranje Nassau.
De Twentsche Golfclub speelde hier totdat de club in 1993 verhuisde naar het landgoed Twickel. Op de oude baan tussen Hengelo en Enschede ging Golfclub Driene spelen. De nieuwe golfbaan op Twickel ligt tussen het boerenlandschap.
- Als eerste club in Nederland heeft de Twentsche een ondergrondse karrenloods.
- De pro-shop werd geopend in een oude, verbouwde boerderij, maar is verhuisd naar het clubhuis.
- Voormalig jeugdlid van de Twentsche is Vince Bredt (1979), sinds 2007 is hij playing pro.
- Andrew Allen en Wiljan van Mook zijn als professionals aan de club verbonden.
- In 2006 kreeg de Twentsche het Committed to Green certificaat.

## De baan
De voormalige baan van de Twentsche, waar nu Golfclub Driene speelt, was smal, zoals de meeste oude banen, en had een clubhuis. De par van de baan was 69. Er bestond echter behoefte om naar 18 holes uit te breiden en dat was daar onmogelijk. De club verhuisde naar het landgoed Twickel en heeft daar in samenwerking met de Ierse architect Macauley een baan aangelegd op ongeveer 100 hectare grond. De par is nu 72. De nieuwe baan ligt in een park met oude bomen. Voor het terras van het clubhuis ligt een brede vijver, waarbij de greens van hole 14 en 18 liggen.

### Baanrecord
- Dames
  - 1998: Dewi-Claire Schreefel (74), Joyce Heyster (73)
- Heren¹
  - 1997: Wim van Kaathoven (71), Vince Bredt (69)
  - 1998: Tim Nijenhuis (67)
- Professionals
  - 1997: Alan Saddington (68)
  - 1998: Joost Steenkamer (66)
  - 2014: Inder van Weerelt (65)

¹Wim van Kaathoven, Vince Bredt en Tim Nijenhuis zijn tegenwoordig professional. Van Kaathoven heeft een golfschool in Oosterhout, Bredt is playing-pro en Nijenhuis geeft les in Lochem.

## Toernooien

### Twente Cup
Al in 1929 werd voor het eerst een Nederlands Kampioenschap voor Professionals gespeeld. Deze werd toen de Harlequin Cup genoemd en werd gewonnen door Jos van Dijk, pro op GC de Pan. Jarenlang werd hij Den Beker van Twenthe genoemd, totdat in 1969 de naam veranderde in Twente Cup. Dit is een wedstrijd over 36 holes.
In de 20e eeuw werd hij onder meer 15 maal gewonnen door Gerard de Wit. De laatste winnaars waren: Mark Reynolds (2007), Niels Kraaij (2006), Mark Reynolds (2005), Dajs Bos wint play-off van Wilfred Lemmens (2004) en Ruben Wechgelaer (2003).

### De Lefties
Een aantal linkshandige spelers had zich in de 50'er jaren georganiseerd in het “Broederschap van Linkshandige Golfers”, ook wel 'De Linke Jongens' genoemd. Dit illustere gezelschap stierf echter een geruisloze dood.
In oktober 1988 deed Watze Sijtsema een oproep in GOLFjournaal voor de oprichting van de 'Dutch Lefties Society' met daaraan gekoppeld een jaarlijks te organiseren wedstrijd. Er kwamen veel enthousiaste reacties en de Twentsche Golfclub bood de initiatiefnemer van dit evenement de mogelijkheden om samen met andere leden van de Twentsche GC de organisatie op zich te nemen.
Aan de eerste golfdag voor linkshandigen (de z.g. Nationale Lefties Golfdag) in 1989 namen dertig spelers deel, dames en heren. Jan Dorrestein, pro van de Rosendaelsche Golfclub, verrichtte als ambidexter met een perfect geslagen linkshandige drive de opening. Robbie Richards, de linkshandige Britse professional die in Nederland werkzaam is, speelde mee en vestigde een baanrecord voor linkshandigen.
Sinds 1989 wordt dit toernooi jaarlijks op de Twentsche georganiseerd. Het vindt altijd plaats op de laatste zaterdag van de maand september. Alle deelnemers zijn lid van deze society, er zijn ruim 250 leden. In 2000 is de club 'Vrienden van de Lefties' opgericht, die leden hebben voorrang bij inschrijving.

#### Winnaars
| - 1989: Watze Sijtsema (Twentsche) - 1990: C.F. Teekens (Zeegersloot) - 1991: R. Valk (Gelpenberg) - 1992: J.B.F. Bakker (Twentsche) - 1993: geannuleerd wegens slecht weer - 1994: J.B.G. Bakker (Twentsche) - 1995: C.A. Piket (Zeegersloot) - 1996: P.N.M. Korse (Almeerderhout) - 1997: R.J.L. Verheij (Zoetermeer) | - 1998: R.C.A. Herbrink (Edda Huzid) - 1999: J. de Blok (Edda Huzid) - 2000: O. Rolsma (Leeuwenbergh) - 2001: H. Hutten (Hooge Graven) - 2002: A. Braam (Welderen) - 2003: W.J. Molenkamp-Reef (Twentsche) - 2004: M. Ruivenkamp (Leeuwenbergh) - 2005: H. Tijert (Twentsche) - 2006: T. de Wekker (de Haar) | - 2007: T. de Wekker (de Haar) - 2008: H.B.J.W. Kamphof (Hooge Graven) - 2009: M. Korthout (De Lage Mors) - 2010: M. Korthout (De Lage Mors) - 2011: M. Korthout ('t Zelle) - 2012: L. Kooij (Dirkshorn) - 2013: 28 september |

Zie ook de lijst van golfbanen in Nederland